# Agrothereutes leucorhaeus
Agrothereutes leucorhaeus är en stekelart som först beskrevs av Donovan 1810.  Agrothereutes leucorhaeus ingår i släktet Agrothereutes och familjen brokparasitsteklar. Arten är reproducerande i Sverige.

## Underarter
Arten delas in i följande underarter:
- A. l. rufifemur
- A. l. nigrifemur